# Oleg Eprincev
Oleg Leonidovič Eprincev (in russo Олег Леонидович Епринцев?; Karabulak, 19 marzo 1962) è un ex calciatore ed ex giocatore di calcio a 5 russo.

## Carriera
Come massimo riconoscimento in carriera vanta la partecipazione al FIFA Futsal World Championship 1992 in cui con la nazionale russa di calcio a 5 è stata eliminata nel girone del primo turno comprendente Spagna, Stati Uniti e Cina.

## Palmarès

### Calcio

#### Competizioni nazionali
- Ykkönen: 1

MyPa: 1991